# C Project
C Project (jap. キャノンデール・チャンピオンシステム, Kyanondēru Championshisutemu für cannondale championsystem) war ein japanisches Radsportteam mit Sitz in der Stadt Matsudo, Präfektur Chiba.
Die Mannschaft wurde 2012 gegründet und nahm bis Ende der Saison 2015 als Continental Team an den UCI Continental Circuits teil. Manager war Shigehiko Satō, der von dem Sportlicher Leiter Rei Iwakiri unterstützt wurde.

## Saison 2015

### Abgänge – Zugänge
| Zugänge            | Team 2014 | Abgänge         | Team 2015 |
| ------------------ | --------- | --------------- | --------- |
| Kenji Hashimoto    | Neoprofi  | Katsuma Fujioka | Unbekannt |
| Yoshitaka Nakahara | Neoprofi  | Yutaka Ōmura    | Unbekannt |
| Masafumi Nishitani | Neoprofi  | Shōgo Satō      | Unbekannt |
| Hiroyuki Seimiya   | Neoprofi  | José Vega       | Unbekannt |
|                    |           | Sōma Yonai      | Unbekannt |

### Mannschaft
| Name               | Geburtstag       | Nationalität | Team 2016 |
| ------------------ | ---------------- | ------------ | --------- |
| Sekiho Endō        | 19. Oktober 1981 | Japan        | Unbekannt |
| Kenji Hashimoto    | 9. Februar 1981  | Japan        | Unbekannt |
| Yoshitaka Nakahara | 10. Februar 1993 | Japan        | Unbekannt |
| Masafumi Nishitani | 24. März 1967    | Japan        | Unbekannt |
| Masatoshi Ōba      | 2. Juli 1988     | Japan        | Unbekannt |
| Hiroyuki Seimiya   | 16. Juni 1979    | Japan        | Unbekannt |
| Shūhei Suenaga     | 27. August 1991  | Japan        | Unbekannt |
| Kazuhiro Yamamoto  | 15. Oktober 1982 | Japan        | Unbekannt |

## Saison 2014

### Abgänge – Zugänge
| Zugänge         | Team 2013        | Abgänge         | Team 2014              |
| --------------- | ---------------- | --------------- | ---------------------- |
| Sōma Yonai      | Team Ukyo        | Makoto Morimoto | Igname Shinanoyamagata |
| José Vega       | Andalucía (2012) | Katsuyuki Gōzu  | Unbekannt              |
| Katsuma Fujioka | Neoprofi         | Kōsuke Harakawa | Unbekannt              |
| Yutaka Ōmura    | Neoprofi         | Takahiro Iwami  | Unbekannt              |
| Shōgo Satō      | Neoprofi         | Kenshō Sawada   | Unbekannt              |
| Shūhei Suenaga  | Neoprofi         |                 |                        |

### Mannschaft
| Name              | Geburtstag        | Nationalität |
| ----------------- | ----------------- | ------------ |
| Sekiho Endō       | 19. Oktober 1981  | Japan        |
| Katsuma Fujioka   | 15. März 1991     | Japan        |
| Masatoshi Ōba     | 2. Juli 1988      | Japan        |
| Yutaka Ōmura      | 3. Juli 1985      | Japan        |
| Shōgo Satō        | 24. Juli 1994     | Japan        |
| Shūhei Suenaga    | 27. August 1991   | Japan        |
| José Vega         | 17. November 1986 | Spanien      |
| Kazuhiro Yamamoto | 15. Oktober 1982  | Japan        |
| Sōma Yonai        | 16. Januar 1991   | Japan        |

## Platzierungen in UCI-Ranglisten
UCI Asia Tour
| Saison    | Mannschaftswertung | Fahrerwertung        |
| --------- | ------------------ | -------------------- |
| 2012      | 60.                | Shinri Suzuki (274.) |
| 2013-2015 | -                  | -                    |